# كلاتة حاجي عطا (درميان)
کلاتة حاجي عطا (بالفارسية: کلاته حاجی‌عطا) هي مستوطنة تقع في إيران في قسم درمیان الريفي. يقدر عدد سكانها بـ 104 نسمة بحسب إحصاء 2016.